# Inquisitive Ike
Inquisitive Ike è un cortometraggio muto del 1914 diretto da Maurice Elvey. Fu uno dei numerosi film girati da Elvey e interpretati da Fred Groves e Elisabeth Risdon per la Motograph.

## Produzione
Il film fu prodotto dalla Motograph.

## Distribuzione
Distribuito dalla Motograph, uscì nelle sale cinematografiche britanniche nel marzo 1914.